# 동런던 더비
동런던 더비는 런던 동부 지역을 연고로 한 대거넘 & 레드브리지 FC, 레이턴 오리엔트 FC,
웨스트햄 유나이티드 FC중 두 팀 사이에서 열리는 축구 더비이다.

## 같이 보기
- 런던 더비
- 북런던 더비
- 남런던 더비
- 서런던 더비